# Espasmo muscular
El espasmo muscular o calambre (del francés crampe, y este quizá del franco *kramp; cf. rampa) es una contracción repentina, sostenida e involuntaria de un músculo o grupo de ellos, que puede causar un dolor leve o intenso, y que puede hacer que dichos músculos se endurezcan o se abulten. Puede darse a causa de una insuficiente oxigenación de los músculos o por la pérdida de líquidos y sales minerales como consecuencia de un esfuerzo prolongado, movimientos bruscos o frío. En la mayoría de los casos es inocuo y desaparece al cabo de unos minutos (se lo conoce también como «tirón» muscular). El envenenamiento o ciertas enfermedades también pueden causar calambres, particularmente en el estómago. Suelen aliviarse o eliminarse realizando ejercicios de estiramiento de la zona afectada, descansando y, en casos más persistentes, tomando algún tipo de relajante muscular o antiinflamatorio.
En el caso de las personas que realizan mucho ejercicio o un ejercicio continuado es recomendable tomar bebidas isotónicas, que contienen los iones que necesitan los músculos para disminuir la fatiga o recuperarse antes. Los espasmos producidos en un cuadro de fibromialgia cursan de la misma forma, pero su recuperación es más lenta y casi siempre suele dejar contractura en la zona espasmada.
Se debe distinguir el espasmo de la contractura muscular. Esta última, aunque es también un acortamiento doloroso e involuntario de un músculo, es más duradera (su duración habitual es de entre cinco y diez días) y menos dolorosa que un calambre muscular; además, el alargamiento o masaje no alivia los síntomas. Causas posibles de una contractura son un sobreesfuerzo o movimiento brusco, malas posturas, la tensión nerviosa (estrés), ejercicio excesivo o sin calentamiento previo, y de forma menos frecuente, frío o deshidratación, fibromialgia, problemas psicoemocionales y otras patologías que causan bloqueo muscular.

## Diagnóstico
Los espasmos musculares se diagnostican por la presencia de músculos tensos o duros que son muy sensibles al tacto, y no existen estudios imagenológicos ni exámenes de sangre que puedan ayudar a diagnosticar este padecimiento. Si la causa del espasmo es la irritación de un nervio, como sucede en la espalda, una imagen por resonancia magnética (IRM) puede servir para determinar la causa de dicha irritación.[cita requerida]

## Tipos
Existen dos clasificaciones básicas:
- Durante el esfuerzo: Los espasmos se producen por el acumulamiento de desechos metabólicos dentro de la fibra muscular; usualmente se ocasionan por movimientos bruscos.
- Después del esfuerzo: Los espasmos ocurren por el estiramiento de la fibra muscular o por el trabajo excesivo que se realizó durante el esfuerzo.

## Etiología
Los espasmos musculares suelen suceder después de un ejercicio intenso y con gran actividad muscular. Algunas personas sufren espasmos mientras están durmiendo debido a una alteración de la irrigación sanguínea a los músculos; por ejemplo, después de comer, la sangre fluye principalmente hacia el aparato digestivo más que a los músculos. Los calambres suelen ser inofensivos, no requieren tratamiento y la forma de prevenirlos es evitando el ejercicio después de comer y haciendo estiramientos después de practicar ejercicios.
Desde el punto de vista osteopático, un músculo puede llegar al espasmo a consecuencia de una disfunción vertebral cuyo segmento será el lugar de origen de la raíz nerviosa que inerve dicho músculo.

### Calambres y ejercicio
En cuanto a los espasmos musculares asociados al ejercicio, popularmente se cree que son el resultado de la producción y acumulación de ácido láctico en el músculo. Para producir energía en las células, la glucosa es oxidada por el oxígeno que respiramos, lo que genera agua, anhídrido carbónico y energía. En condiciones normales, el organismo está capacitado para absorber una cantidad suficiente de oxígeno para oxidar la glucosa, pero en caso de realizarse alguna actividad física prolongada, esta cantidad puede ser insuficiente. En ausencia de oxígeno, la glucosa se transforma en ácido láctico.

### Antagonismo muscular
Una teoría más plausible se basa en el funcionamiento de los músculos esqueléticos como pares antagonistas: por ejemplo, la contracción del bíceps está asociada a la relajación del tríceps. Esta contracción y relajación muscular está mediada por dos tipos de proteínas, miosina y actina. La miosina se une a la actina durante la contracción y se libera durante la relajación. El proceso de relajación requiere que la miosina esté unida a una ATP (una molécula usada por los procesos celulares para intercambiar energía) y magnesio. La cantidad de ATP y magnesio disminuye durante el ejercicio, provocando que la miosina no pueda desprenderse de la actina y, por ende, que el músculo no pueda relajarse produciendo los calambres. Además de magnesio se ha sugerido que otros electrolitos, como el calcio o el sodio, podrían estar implicados.
Estudios más recientes muestran que la mencionada disminución de minerales o la deshidratación tendrían poca importancia en el desarrollo de los espasmos musculares. Al parecer la principal causa de los calambres asociados al ejercicio estaría relacionada con un control neuromuscular alterado. El ejercicio intenso provocaría una sobrexcitación de las motoneuronas y una disminución de las señales inhibitorias del sistema nervioso central hacia estas neuronas. Este estado se alcanza cuando el músculo se fatiga y de continuar estimulando el músculo más allá de este punto se corre el riesgo de que se produzcan contracciones involuntarias, es decir calambres. Una forma efectiva de prevenir calambres es hacer que el sistema nervioso central envíe un mayor número de señales inhibitorias, lo que se logra estirando el músculo. Esto explicaría por qué estirar los músculos después de hacer ejercicio previene los calambres.
En resumen, no existe evidencia científica a favor del ácido láctico como responsable de los espasmos musculares; la evidencia científica a favor de la disminución de minerales es muy débil y, si bien la hipótesis del control neuromuscular alterado requiere de mayores investigaciones, parece ser la mejor explicación científica disponible.[cita requerida]

## Tratamiento
Al primer signo de espasmo muscular, se recomienda suspender la actividad e intentar estirar (ej. dorsiflexion del pie si hay calambre en la pierna) y masajear el músculo afectado. En un principio, el calor ayuda a relajar el músculo, aunque la aplicación de hielo puede servir después de presentarse el espasmo inicial y cuando el dolor se haya reducido. En caso de que persista el dolor en el músculo, se pueden utilizar medicamentos antiinflamatorios no esteroideos y, en casos más graves, el médico puede prescribir medicamentos antiespasmódicos o relajantes musculares. Después del tratamiento inicial, se debe determinar la causa del espasmo para evitar que recurra y si existe compromiso de un nervio irritado, es posible que sea necesario recurrir a la fisioterapias o incluso a una cirugía.

## Pronóstico
Buen pronóstico gracias a los factores antes mencionados: hidratación isotónica, antiinflamatorios, calentamiento antes de realizar una actividad física o deportiva (calistenia), terapia manual (no es sólo masajes, sino un abordaje integral de las patologías músculo esqueléticas, articulares, etc.). Y también cabe resaltar el uso de los distintos agentes físicos en la terapia física y rehabilitación. Sin embargo, si es que no se sigue un buen plan de tratamiento no se llegará a solucionar totalmente el problema de fondo (patología en especial resultado de características en particular de un paciente; solo se solucionará el síntoma que es consecuencia de lo antes mencionado).

## Situaciones que requieren asistencia médica
En caso de presentarse un espasmo muscular intenso con un dolor incontrolable, se debe buscar asistencia médica e, incluso, si los espasmos no son intensos, el médico puede ayudar a modificar el programa de ejercicios para reducir el riesgo de que ocurran espasmos musculares en el futuro.

## Prevención
- Hacer estiramiento para mejorar la sensibilidad.
- Modificar las sesiones de entrenamiento para ejercitarse dentro de las capacidades.
- Beber mucho líquido mientras se hacen ejercicios e incrementar la ingesta de potasio que se puede encontrar en fuentes como el jugo de naranja, los plátanos y el tomate.
- En ocasiones, el tratamiento preventivo con dobesilato de calcio o el hidróxido de aluminio puede ayudar a disminuir la frecuencia de las crisis.